# San Tam Chi
San Tam Chi (en chino 桑丹棨; pinyin: Sāng Dānqǐ) fue un maestro de artes marciales nacido en China (1912-1986), alumno del gran maestro Hang Muxia y dedicado al entrenamiento del personal militar en la guerra contra Japón. Sang Tam Chi enseña al cuerpo militar, técnicas de varios animales (xingyiquan), Taijiquan estilo Yang y los atrapes externos (Chin Na) y la acupuntura. En armas, entrena el cuchillo, la bayoneta, las armas de fuego, competencias de tres pequeñas palabras para el Pa kua dao, seguridad y lucha de mano libre contra pistola.

## Pruebas y entrenamientos
Existe un entrenamiento en el cual hay cientos de accesorios esparcidos y el Sr. Sang tiene que enseñar como juntar todas piezas de extensión (armar y desarmar un arma de fuego), después de lo aprendido viene la celebración por su conquista, puesto que sus nombres quedarán desde entonces inscritos en oro (graduación). 
Al principio de la clase se hace un ejercicio conocido originalmente como cerrar la bayoneta seis veces contra un banco de madera, existen importantes marcas para chequear el uso de la bayoneta entre dos bancos, lo que según Sam Tam Chi, asemeja a una abeja de entre dos tigres.
Se dice que uno gira y celebra estudiando al humano.

## Armamento
Después de proteger la técnica de atrape de manos, ha dicho con profunda sensación: “el rifle es el arma rey de los soldados”, el rifle es difícil de romper con cualquier arma.
Tiene la energía de la bayoneta. La bayoneta tiene usos especiales, puede trabar el arma del enemigo, pero al no trabarse es una espada. 
Según la Biografía,  YanQing Zhang celebra la técnica del rifle por ser magnífica, 

... se puede insertar la piel y la carne con el gran rifle en un punto de acupuntura de la persona.

### Xingyiquan y Bagua Dao
Baguashan es el nombre para el Wushu de los 8 diagramas y de 9 palacios, que no necesariamente se practica junto con el Sable. Debido a que la práctica de la habilidad con el sable en grupo es dificultosa en su aprendizaje, comparada con el arte del método práctico requerido en el ataque y la defensa. Por este motivo, el Maestro Liu Yun Qiao 刘云樵, después de su venida a Taiwán, llama a su hermano de iniciación, el Sr. Sang Tam Chi [桑丹棨]. Liu sabía hacía tiempo que el Sr. Sang era muy bueno, pero que nunca habían tomado discípulos. Por eso le pidió que ayudara en el mundo de las artes marciales enseñándole a algunos de sus propios estudiantes. Así dio instrucciones a sus alumnos Dai ShiZhe 戴士哲 y Su Yuchang de que fueran como aprendices a estudiar el Hsing I con el Maestro Sang. Aprendida la técnica, Sifú Dai va al extranjero varios meses para terminar la tarea.
El Maestro Sang enseñó Xing Yi Quan y el sable de ocho diagramas (pakua dao) en el mundo de las artes marciales. Pero esta habilidad del sable de ocho diagramas es rigurosa y exquisita, preserva extremadamente la técnica tradicional del sable en su totalidad. A diferencia de lo que comúnmente se observa, incluye una forma uniforme de caminar el sable de los ocho diagramas del pakua.

## Anécdotas
Según el Sr. Yu Sangyun. El buen boxeo chino que acentúa flexibilidad y que confunde al opositor deriva del autor Sam Tam Chi